# 2024 en triathlon
Cet article résume les faits marquants de l'année 2024 dans le monde du triathlon.

## Résultats
Pour les résultats sportifs de l'année 2024 en triathlon voir catégorie « triathlon en 2024 ».